# Muri (Luunja)
Muri – wieś w Estonii, w prowincji Tartu, w gminie Luunja.